# 西シベリア平原

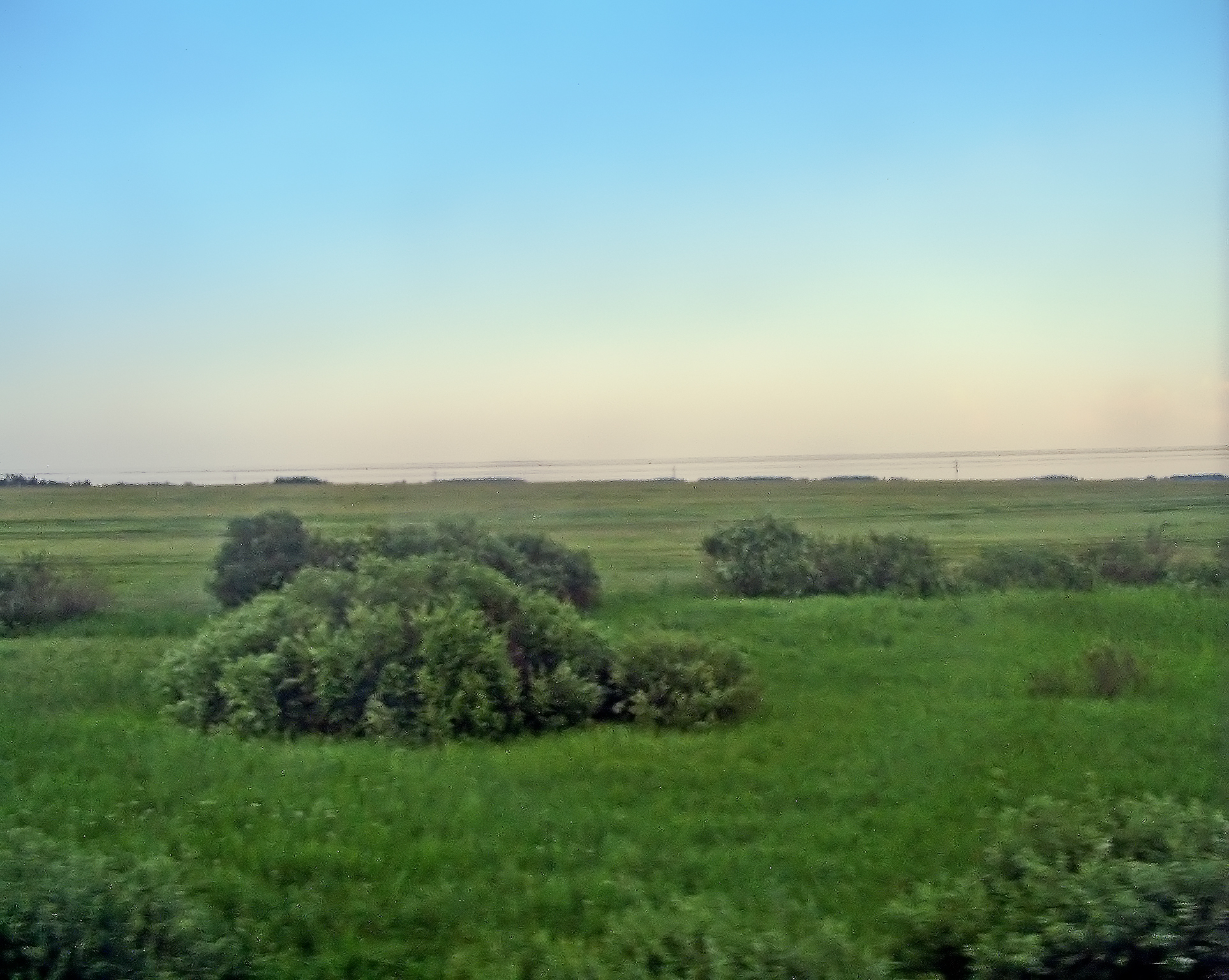
タタールスカヤ近郊のシベリア鉄道から見た西シベリア平原

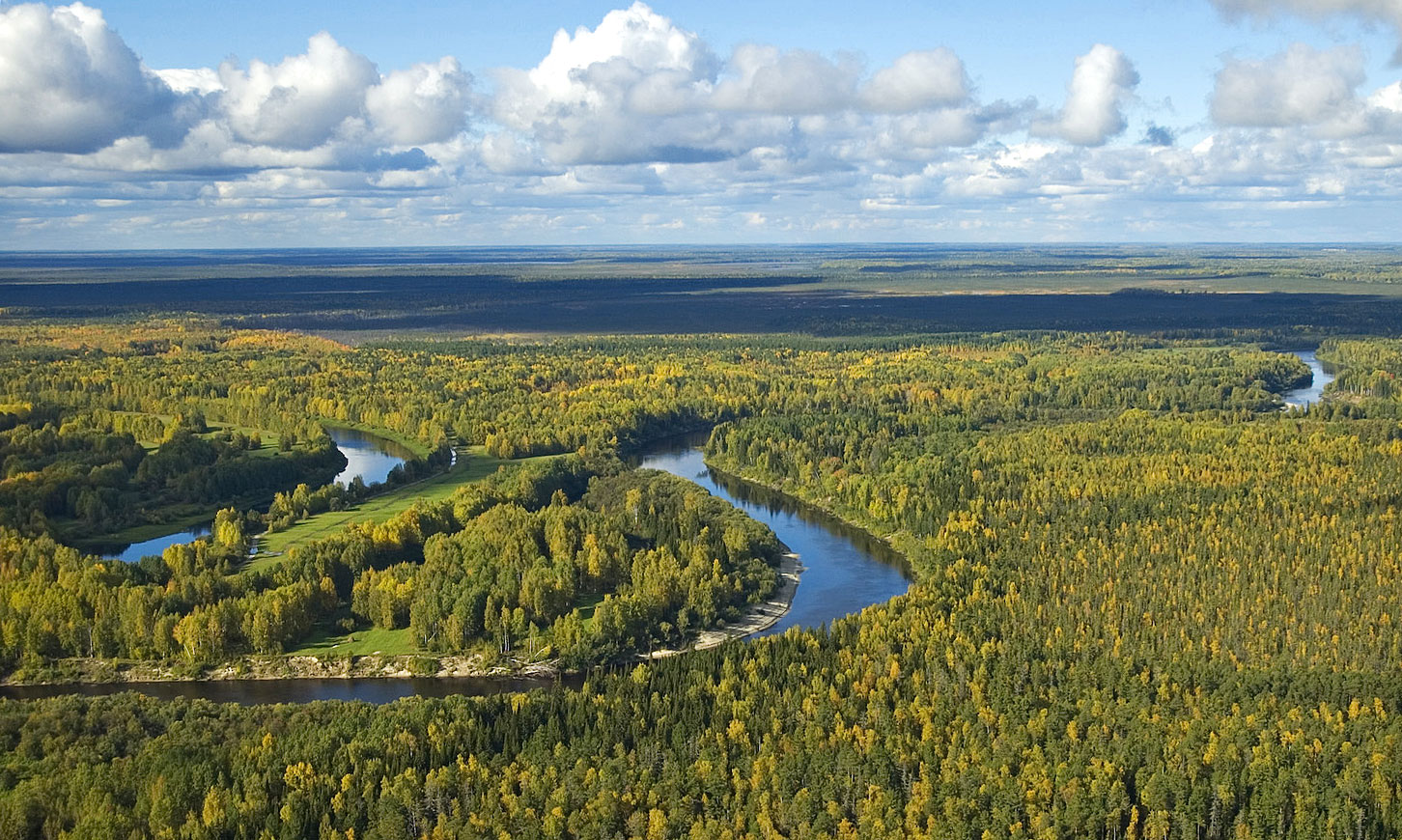
南部を流れるヴァシュガン川

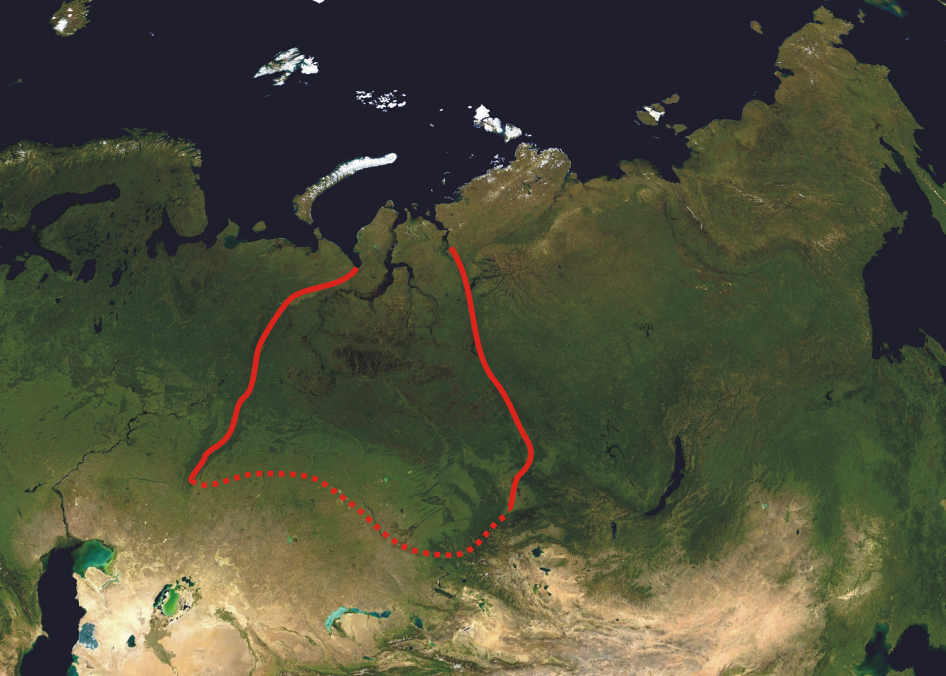
西シベリア平原の位置を示した衛星写真

西シベリア平原（にしシベリアへいげん）とは、シベリア西部の西シベリアを占める平原。西シベリア低地と呼ばれることもある。面積は約300万km²。南北の広がりは2,500km、東西には1,900km。

## 地理
西はウラル山脈から東はエニセイ川まで広がる。北は北極海に面し、東北には中央シベリア高原が広がり、南はカザフステップ、アルタイ山脈で限られる。
オビ川水系（エルティシ川、トボル川、トゥラ川、エシム川など）とエニセイ川水系（アンガラ川、アバカン川など）が流れ、湖沼も多い。
北部はツンドラ、中部はタイガ、南部はステップが広がる。

## 歴史
ミヌシンスク盆地にはアファナシェヴォ文化やタガール文化が栄えた。

## 資源
大量の原油や天然ガスが埋蔵されている。